# Rafael dos Anjos
Rafael Souza dos Anjos (født 26. oktober 1984 i Niterói i Rio de Janeiro i Brasilien), er en brasiliansk MMA-udøver som siden 2008 har konkurreret i organisationen Ultimate Fighting Championship hvor han mellem marts 2015 og juli 2016 var mester i letvægt. Han har bemærkelsesværdige sejre over 3 UFC-mestre: Robbie Lawler, Anthony Pettis og Benson Henderson. Andre bemærkelsesværdige sejre er mod Neil Magny, Tarec Saffiedine, Donald Cerrone (x2) og Nate Diaz.

## Ultimate Fighting Championship
Dos Anjos debuterede i UFC den 15. november 2008 på UFC 91 hvor han mødte Jeremy Stephens og tabte via KO i 3. omgang.
Han fik yderligere efter dette 15 kampe hvoraf han vandt 11 og tabte 4 inden han mødte Nate Diaz den 13. december, 2014 på UFC on Fox 13. Han vandt kampen via enstemmig afgørelse. Han dominerede overlegent de første 2 omgange med slag og spark hvorefter han kontrollerede 3. omgang på gulvet..
Efter dette mødte han den 14. marts 2015 den regerende mester i letvægt Anthony Pettis i en titelkamp på UFC 185. Dos Anjos vandt kampen via enstemmig afgørelse og blev dermed organisationens mester i letvægt.
På UFC on Fox: dos Anjos vs. Cerrone 2 den 19. december 2015 forsvarede dos Anjos titlen mod fanfavoritten og erfarne topudfordrer, Donald Cerrone. Dos Anjos vandt kampen via TKO i 1. omgang.
Dos Anjos skulle have mødt Conor McGregor den 5. marts, 2016 på UFC 196 i hans andet titelforsvar af letvægtstitlen. Men det blev offentliggjort den 23. februar at dos Anjos var tvunget til at melde afbud efter at han havde brækket foden under træning.
Dos Anjos mødte Eddie Alvarez på UFC Fight Night: dos Anjos vs. Alvarez den 7. juli 2016 og tabte kampen via TKO i 1. omgang. Han tabte dermed også titlen i letvægt.
Den 5. november 2016 mødtes dos Anjos og Tony Ferguson i hovedkampen på UFC Fight Night: dos Anjos vs. Ferguson. Ferguson vandt kampen via enstemmig afgørelse
På UFC Fight Night: Holm vs. Correia den 17. juni 2017 gjorde dos Anjos sin debut i weltervægt mod Tarec Saffiedine. Dos Anjos vandt kampen via enstemmig afgørelse.
Dos Anjos og Neil Magny mødtes den 9. september, 2017 på UFC 215. Dos Anjos vandt kampen via submission i 1. omgang.
Den 16. december, 2017 mødtes dos Anjos og Robbie Lawler i hovedkampen på UFC on Fox: Lawler vs. dos Anjos. Dos Anjos vandt via via enstemmig afgørelse.
På UFC 225 den 9. juni 2018 mødtes dos Anjos og Colby Covington i en interimtitelkamp i weltervægt. Covington vandt via enstemmig afgørelse.